# Catostomus catostomus catostomus
Catostomus catostomus catostomus is een ondersoort van de straalvinnige vissen uit de familie van de zuigkarpers (Catostomidae). De wetenschappelijke naam van de soort is voor het eerst geldig gepubliceerd in 1773 door Johann Reinhold Forster, een Fellow of the Royal Society. De vis was afkomstig uit de Hudsonbaai en aan de Royal Society bezorgd door de Hudson's Bay Company.